# Fukomys ochraceocinereus
Fukomys ochraceocinereus là một loài động vật có vú trong họ Bathyergidae, bộ Gặm nhấm. Loài này được Heuglin mô tả năm 1864.